# マイク・ボイエッティ
マイク・ボイエッティ（Mike "The Hippie" Boyette、本名：Michael Bowyer、1943年4月23日 - 2012年12月6日）は、アメリカ合衆国のプロレスラー。アリゾナ州ツーソン出身。
ヒールの中堅ラフファイターとして、メキシコ湾岸のガルフ・コースト（アラバマおよびフロリダ北西部）やテネシーなど、南部のローカル・テリトリーを主戦場に活動した。
英語圏での原音に近い表記は「マイク・ボイエット」だが、本項では日本で定着している呼称を使用する（来日時のパンフレットには「マイク・ボイエッテ」とも表記されていた）。

## 来歴
9歳から柔道を学び、海兵隊時代にチャンピオンとなる。1963年には駐留先の沖縄から本土に赴き、講道館で3段の段位を取得したという。1964年東京オリンピックのアメリカ代表選手にも選ばれたが、練習中に足を骨折して出場を断念。その後、ミネアポリスにてバーン・ガニアのトレーニングを受け、1966年にプロレスラーとしてデビュー。
本名のマイク・ボイヤー（Mike Bowyer）をリングネームに、AWAの前座試合でクリス・マルコフ、ラーズ・アンダーソン、パンピロ・フィルポ、レネ・グレイ、アンジェロ・ポッフォらのジョブ・ボーイを務めてキャリアを積む。太平洋岸のテリトリーにも出場して、1969年にはロサンゼルスのオリンピック・オーディトリアムにおいてブラック・ゴールドマンのNWAアメリカス・ヘビー級王座に挑戦した。
1970年より、長年の主戦場となるガルフ・コースト・チャンピオンシップ・レスリング（GCCW）に、マイク・ボイエッティ（Mike Boyette）として参戦。12月23日にはバトルロイヤルに優勝してNWAガルフ・コースト・ヘビー級王座を獲得した。1971年5月19日にはザ・レスリング・プロことレオン・バクスターと組んで、日本プロレスからアメリカ遠征に出ていた松岡巌鉄&マシオ駒からガルフ・コースト版のUSタッグ王座を奪取している。当初は感情をコントロールできないアングリー・マン（The Angry Man）というキャラクターだったが、その後、カリフォルニア育ちの出自を活かして、当時の社会現象でもあったヒッピーをギミックとしたショーマン派レスラーに変身。髪を伸ばして顔にメイクアップを施すなど、当時としては斬新なキャラクターのヒールとなり、保守的な南部の観衆の反感を煽った。1972年からはミッキー・ドイルをパートナーに、カリフォルニア・ヒッピーズ（The California Hippies）なるタッグチームで活動。リップ・タイラー&エディ・サリバンとUSタッグ王座を争った。
その後もGCCWを主戦場としつつ他地区にも参戦して、1973年には中西部のNWAセントラル・ステーツ地区にドイルとのヒッピーズで登場。パット・オコーナー&ルーファス・R・ジョーンズ、ボブ・ガイゲル&ブラック・アンガスなどのチームと対戦した。ヒッピーズ解散後は、1976年にIWA（ミル・マスカラスを世界王者として1975年に設立されたインディー団体）のノースカロライナにおける興行に出場。ブルドッグ・ブラワーの保持していたIWA北米ヘビー級王座に挑戦している。以降、1978年にGCCWがロン・フラーのSECWに吸収されてからは、テネシーやルイジアナなどの中南部を転戦した。
1980年2月、当時の主戦場だったビル・ワットのMSWAと接点を持っていた国際プロレスの『'80スーパー・ファイト・シリーズ』に来日。同じくMSWAより参戦していたジェイク・ロバーツと共に、ロックバンドのキッスを模した白塗りのフェイスペイントを施して話題を呼んだ。シリーズ中はラッシャー木村やグレート草津ともシングルマッチで対戦している。国際プロレスには翌1981年2月開幕の『'81スーパー・ファイト・シリーズ』にも再来日して、ルー・テーズ杯争奪戦の後期リーグに出場。同ブロックの大位山勝三からは勝利を収めたが、マイティ井上、寺西勇、鶴見五郎らに敗退し、秋に開催される予定だった決勝リーグには進出できなかった（同年8月9日の興行を最後に国際プロレスは活動を停止したため、決勝リーグは最終的には行われていない）。3月12日の広島県府中市大会では、大位山との金網デスマッチが組まれた。
1982年はサンアントニオのサウスウエスト・チャンピオンシップ・レスリングにてグレネード・ボイヤー（Grenade Bowyer）として活動後、メンフィスのCWAに登場。海兵隊出身の経歴をもとに、顔面に迷彩柄のペイントを施した傭兵ギミックの怪奇派ヒール、アポカリプス（Apocalypse）に変身する。ジム・コルネットをマネージャーに迎え、11月29日にダッチ・マンテルからNWAミッドアメリカ・ヘビー級王座を奪取した。12月5日にジャック・ルージョーに敗れて短命王者となるも、同じペイントレスラーのエイドリアン・ストリートとも共闘して、ジェリー・ローラー、ビル・ダンディー、テリー・テイラー、リッキー・モートン、トム・プリチャードらと抗争した。
1983年7月にCWAを離脱後、しばらくリングから離れていたが、1987年にMSWAの後継団体UWFにジョバーとして出場。マイク・ジョージ、チャボ・ゲレロ、スティーブ・ウィリアムス、バリー・ウインダム、バズ・ソイヤー、スティング、リック・スタイナー、クリス・アダムス、ファビュラス・フリーバーズ、サム・ヒューストン、シェーン・ダグラス、ザ・ターミネーターなど、ベテランから新人までを相手に、トータルで197敗という負け記録を持つアンダードッグのギミックを演じた。その後はリップ・タイラーがガルフ・コースト地区で主宰していたインディー団体、ワールド・オーガニゼーション・レスリングに参加していた。
2012年12月6日、アラバマ州モービルにて死去。69歳没。

## 得意技
- ヒッピー・ホールド（The Hippie Hold）[6]
- フライング・フットボール・タックル[6]
- キチンシンク
- スプラッシュ

## 獲得タイトル
ガルフ・コースト・チャンピオンシップ・レスリング
- NWAガルフ・コースト・ヘビー級王座：4回[9]
- NWAミシシッピ・ヘビー級王座：1回[24]
- NWAガルフ・コースト・タッグ王座：3回（w / ベアキャット・ブラウン、フランク・ダルトン、ケン・ルーカス）[25]
- NWA USタッグ王座（ガルフ・コースト版）：8回（w / カウボーイ・ボブ・ケリー、ケン・ルーカス、プリンス・ピューリン×2、ミッキー・ドイル×2、ザ・レスリング・プロ×2）[10]

NWAミッドアメリカ / コンチネンタル・レスリング・アソシエーション
- NWAミッドアメリカ・ヘビー級王座：1回[20]
- NWAトライステート・タッグ王座（アラバマ版）：1回（w / ミッキー・ドイル）[26]